# Route des Indes (roman)
Route des Indes (A Passage to India) est un roman britannique d'Edward Morgan Forster publié en 1924. Le roman est basé sur les expériences de Forster en Inde et tire son titre du poème Passage to India de Walt Whitman (poème ajouté en 1871 à la cinquième édition de son recueil Feuilles d'herbe).

## Résumé
L'action se situe en Inde dans le Raj britannique au cours des années 1920 sur fond de luttes indépendantistes, alors qu'un Indien est faussement accusé du viol d'une Anglaise. 
L'histoire tourne autour de quatre personnages principaux : Le Dr Aziz, son ami britannique M. Cyril Fielding, Mme Moore et Mlle Adela Quested. Au cours d'un voyage dans les grottes de Marabar (en) (fictives, mais imaginées sur le modèle des grottes de Barabar, de l'État du Bihar), Adela pense qu'elle se retrouve seule avec le Dr Aziz dans une des grottes alors qu'en fait il est dans une grotte complètement différente. Par la suite elle est prise de panique et s'enfuit. On suppose que Dr Aziz a tenté de l'agresser durant ce voyage. Le procès d'Aziz (accusé à tort), ainsi que son déroulement et ses suites, font bouillir les tensions raciales et les préjugés entre les Indiens et les Britanniques qui gouvernent l'Inde.

## Personnages

### Adela Quested

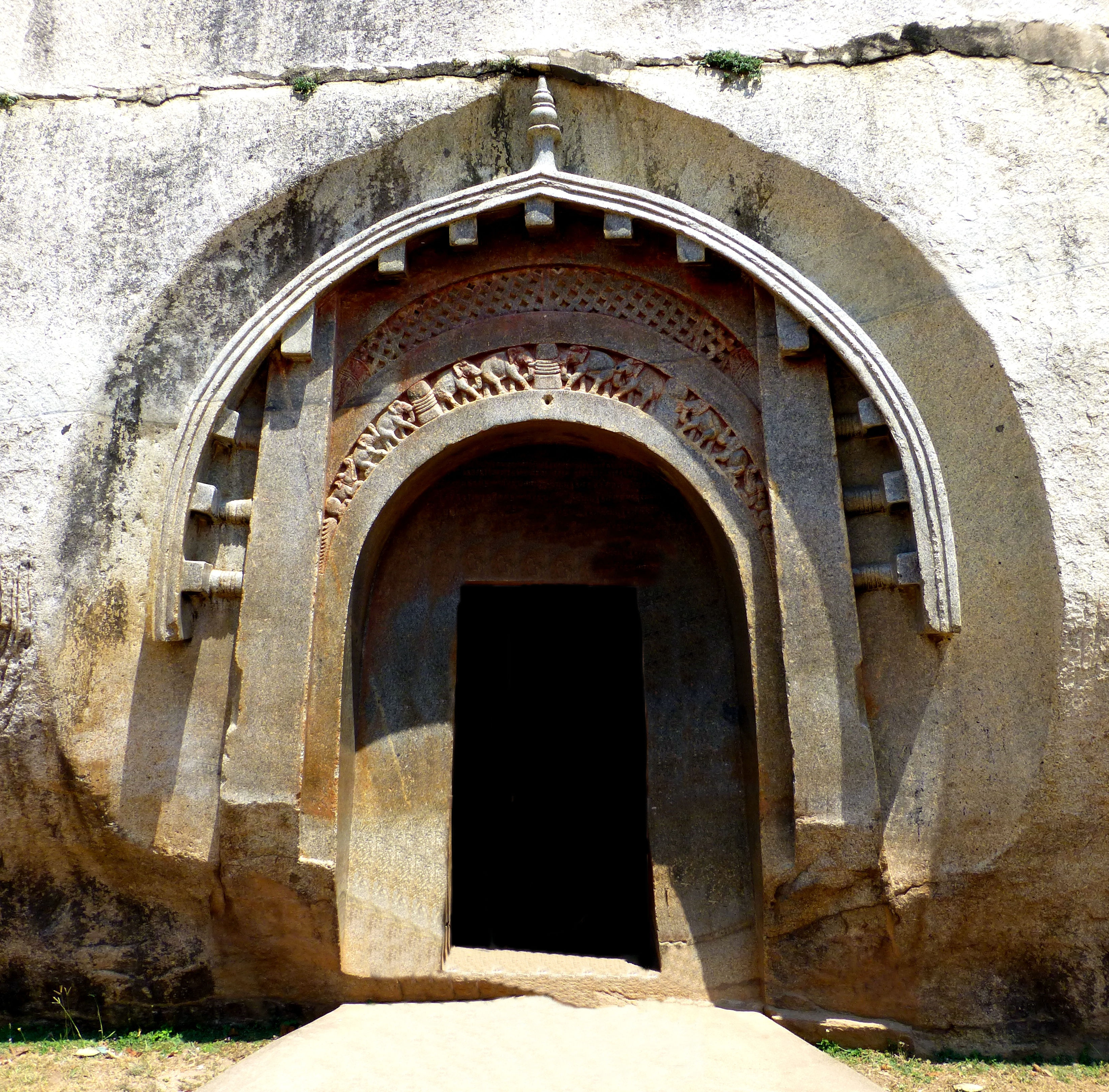
Célèbre porte ouvragée de la grotte de Lomas Rishi, une des grottes de Barabar.

Adela est une institutrice britannique qui visite l’Inde avec l’intention d’épouser Ronny Heaslop. C’est une femme intelligente, courageuse, honnête, mais peu prudente. Elle est individualiste et a un certain sens critique.

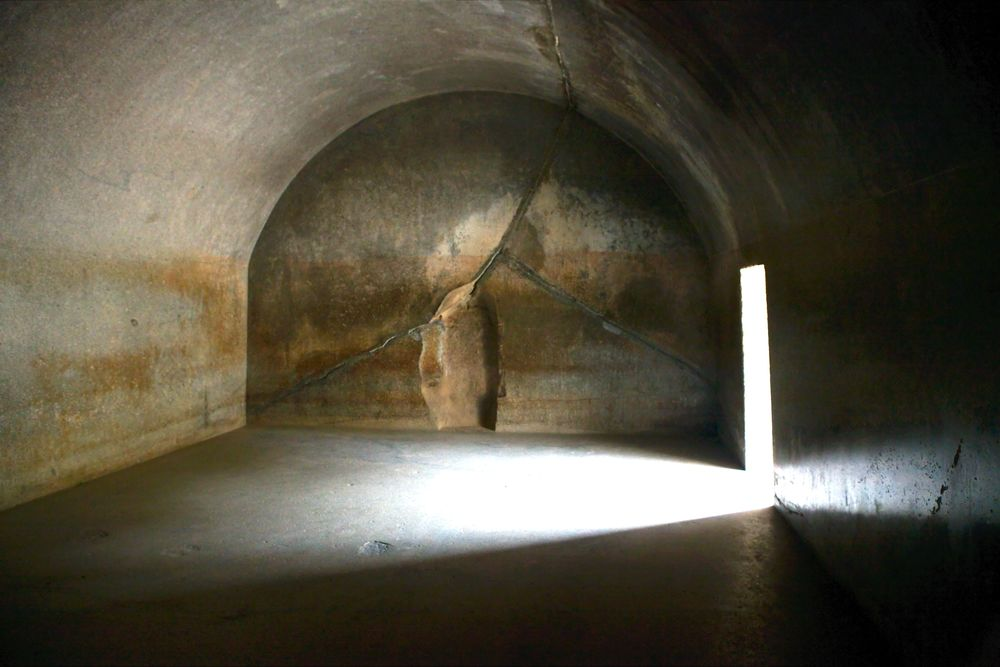
Intérieur de la grotte de Sudama, autre grotte.

Sa libre-pensée et son individualisme la conduisent à s’interroger sur les comportements habituels que les Anglais ont envers les Indiens. L’attitude communément répandue des Anglais envers les Indiens la heurte et entraîne donc son refus d’épouser Ronny en raison du risque d’être perçue comme une épouse anglaise coloniale typique.
Elle arrive avec Mme Moore avec l’intention de voir la soi-disant « Inde véritable». Contrairement à Mme Moore, Adela semble vouloir voir cette « « Inde véritable » pour des raisons intellectuelles et non pour embrasser la culture ou pour se lier d’affection pour les Indiens. C’est ce but intellectuel et non sentimental qui va l’empêcher de tisser des liens véritables avec les Indiens.
Bien qu’elle veuille voir « l’Inde véritable», après un voyage effrayant dans les grottes de Marabar, elle accuse faussement Aziz de l’avoir agressée sexuellement.

### Dr Aziz
Jeune médecin, indien et musulman, qui travaille à l'hôpital britannique de Chandrapore, il se fie beaucoup plus à son intuition qu'à la logique, et il est plus émotif que son meilleur ami anglais, Fielding. Il se fait facilement des amis, notamment grâce à son statut.
Sa principale difficulté est son incapacité à voir une situation sans émotion, ce qui, selon Forster, est une difficulté typique des Indiens. Foster dépeint aussi Aziz comme une incarnation confuse de l’Inde telle qu’il la perçoit, mélange d’extrêmes et de contradictions.
Aziz semble posséder un amour profond pour sa défunte épouse, mais il ne pense à elle que de façon intermittente.
Au début, il est quelque peu indifférent aux colons britanniques, les considère parfois sympathiques, mais il en vient à leur en vouloir après son traitement pendant le procès.

### Mme Moore
Femme d’un âge avancé, mère de Ronny Heaslop, elle visite Chandrapore pour superviser les fiançailles de son fils avec Adela Quested.
Elle respecte les Indiens et leurs coutumes, et les Indiens dans le roman l'apprécient plus qu'aucun autre Britannique. Elle est le personnage qui a une valeur spirituelle spécifique. Elle se lie aux coutumes avec aisance et se fait respecter et aimer dans la communauté indienne, même si elle est considérée comme un colon. Cependant, après avoir vécu une expérience semblable à celle d'Adela, elle devient apathique et amère.
Son personnage a une double fonction dans ce roman: sur le plan littéral avec le but de préparer le mariage, mais aussi sur le plan symbolique car elle représente une ouverture ainsi qu'une solution spirituelle face à la situation en Inde à l’époque de la parution du roman.

### Cyril Fielding
C’est le directeur britannique célibataire, âgé de 45 ans, du petit collège pour Indiens géré par le gouvernement.
Son esprit logique et occidental ne peut comprendre le mystère de l'Inde, mais il est très tolérant envers les différentes cultures et respectueux envers les Indiens.
Parmi les Anglais présents à Chandrapore, Fielding est celui qui réussit le mieux à développer et à entretenir des relations avec les Indiens. Il se lie d'amitié avec le Dr Aziz, mais les différences culturelles et raciales et les malentendus personnels les séparent.
De tous les personnages du roman, Fielding est clairement le plus associé à Forster lui-même, spirituellement parlant mais aussi en raison des idéaux projetés par ce personnage.
Ce personnage exprime l’humanisme libéral de Forster. Forster et Fielding traitent le monde comme un groupe d'individus qui peuvent communiquer sur un fond de respect mutuel, de courtoisie et d'intelligence, formant un humanisme se concentrant sur la paix.

### Autres personnages
- Ronny Heaslop: Il est magistrat de la ville britannique de Chandrapore. Il est le fiancé d’Adela jusqu’à ce qu'elle ait retiré son accusation contre Aziz. Il considère sa rétractation comme une trahison de leur race.
- Professeur Narayan Godbole :   C’est un homme âgé, courtois et contemplatif, qui regarde le monde avec sérénité. Il reste totalement à l'écart de tous les conflits du roman.
- M. Turton : c’est le gouverneur britannique de Chandrapore. Il ne déteste pas les Indiens, en raison de son travail ; néanmoins, il est farouchement loyal à sa nation et considère les Indiens avec un mépris à peine voilé.
- Mme Turton : c’est l’épouse de M. Turton. C’est un personnage ouvertement raciste, snob envers les Indiens et les Européens qui sont différents.
- Commandant Callendar : c’est le médecin-chef britannique et le supérieur d'Aziz à l'hôpital. Il est plus ouvertement raciste que tout autre personnage masculin.
- M. McBryde : c’est le commissaire de police britannique à Chandrapore. Comme M. Turton, il considère que les races à peau foncée sont inférieures aux races à peau claire. Au cours du procès d'Aziz, il affirme publiquement que c'est un fait scientifique que les hommes noirs convoitent les femmes blanches.
- Mlle Derek : c’est une Anglaise employée par une famille royale hindoue. Elle emprunte souvent leur voiture et n'hésite pas à se passer de leur demander la permission ou à négliger de la leur rendre à temps. Elle est trop turbulente pour la plupart des goûts de ses compatriotes.
- Nawab Bahadur : c’est le chef indien de Chandrapore, un musulman. Riche et généreux, il est fidèle aux Anglais. Mais après le procès, il prend ses distances avec les colons et la population anglaise.
- Hamidullah : Il est l'oncle et l’ami d'Aziz. Formé en droit à l'Université de Cambridge, il déclare au début du roman qu'il est plus facile d'être l'ami d'un Anglais en Angleterre qu'en Inde.
- Amritrao : c’est l’avocat appelé pour défendre Aziz. Il est connu pour son fort sentiment anti-britannique. Il prend l'affaire pour des raisons politiques.
- Mahmoud Ali : c’est un avocat indien musulman qui déteste ouvertement les Anglais.
- Mme Panna Lal : c’est un médecin hindou qui travaille au même hôpital que Aziz.
- Ralph Moore : c’est le second fils de Mme Moore.
- Stella Moore : c’est la fille de Mme Moore qui, plus tard, devient la femme de Fielding.

## Prix et distinctions
Ce livre est sélectionné par la Modern Library parmi les 100 chefs-d'œuvre de la littérature britannique et remporte le James Tait Black Memorial Prize l'année de sa parution. Le magazine Time l'inscrit parmi les 100 meilleurs romans en langue anglaise entre 1923 et 2005.
Ce roman a été adapté au cinéma en 1984 par David Lean sous le titre La Route des Indes.

## Éditions françaises
- Plon, 1927
- Plon, coll. Feux croisés, 1947
- U.G.E., 10/18. Domaine étranger no 1476, 1982  (ISBN 2-264-00422-3)
- C. Bourgois, 1985  (ISBN 2-267-00410-0)
- Dans le volume omnibus Rencontres et Destins, Éditions Omnibus, 2011  (ISBN 978-2-258-07043-1)
- Le Bruit du temps, 2013  (ISBN 978-2-35873-055-6)

## Adaptations

### Au cinéma
- 1984 : La Route des Indes (A Passage to India), film britanno-américain réalisé par David Lean, adaptation du roman éponyme de E. M. Forster, avec Judy Davis, Victor Banerjee, Peggy Ashcroft, James Fox et Alec Guinness

### À la télévision
- 1965 : Passage to India, téléfilm britannique réalisé par Waris Hussein dans le cadre de la série télévisée BBC Play of the Month, avec Sybil Thorndike, Virginia McKenna, Cyril Cusack et Zia Mohyeddin

### Au théâtre
- 1960 - 1962: A Passage to India, pièce écrite par Samantha Rama Rau d’après le roman de Foster, a circulé le West End à Londres en 1960 et à Broadway en 1962[6]